# 妙勝寺 (江戸川区江戸川)

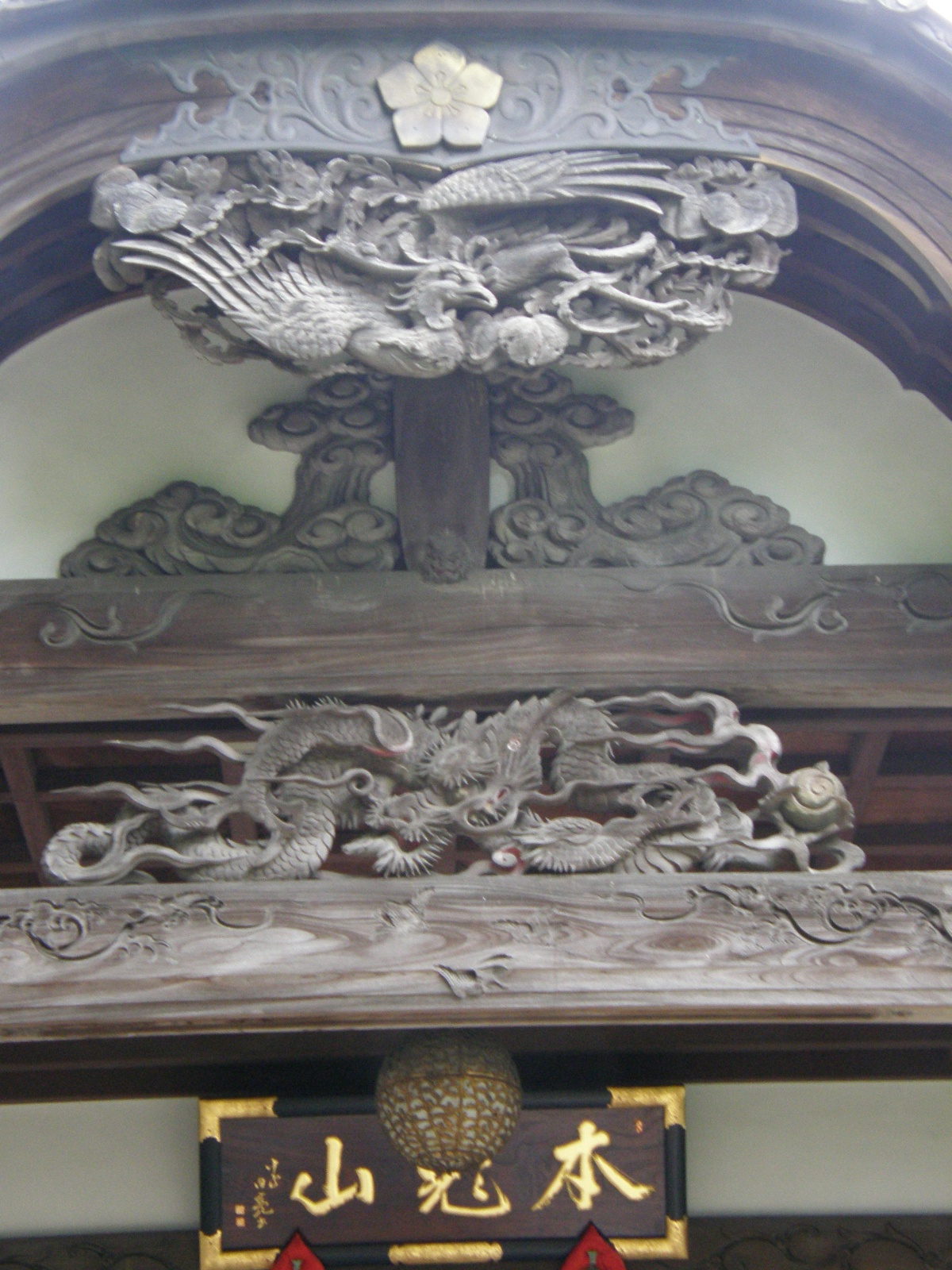
浮き彫り 2007年9月撮影

妙勝寺（みょうしょうじ）は、東京都江戸川区江戸川にある日蓮宗の寺院。山号は本覚山。 徳治2年（1307年）開山。旧本山は大本山法華経寺。達師法縁。塔頭として蓮性坊がある。

## 歴史
- 徳治2年（1307年）、成就院日尚が開山した。

## 寺宝
- 紙本墨書大曼荼羅（日高筆）- 江戸川区登録有形文化財・歴史資料、昭和58年3月15日告示[2]
- 日祐筆大曼荼羅 [3]
- 伝徳川光圀筆『日蓮聖人画像』[3]

## 旧末寺
日蓮宗は昭和16年に本末を解体したため、現在では、旧本山、旧末寺と呼びならわしている。
- 蓮性坊（江戸川区江戸川）塔頭[1]
- 清澄山常龍寺（江戸川区江戸川）
- 栄長山妙光寺（江戸川区江戸川）
- 常高山妙蓮寺（江戸川区中葛西）

## 近隣施設
- 古川親水公園 - 日本初の親水公園[4]。

## 寺ヨガ
寺院を生かした地域活性事業を行う一般社団法人「寺子屋ブッダ」が運営する「まちのお寺の学校」に登録、妙勝寺内でヨガ教室を行っている。「まちのお寺の学校」は寺というスペースと様々な分野の講師をマッチングするプロジェクトで、各地の寺院に講師を派遣し様々な講座を開いている。
また妙勝寺では「仕事旅行」サイトにも登録、僧侶の1日職業体験を開催している。

## 所在地情報
所在地
- 東京都江戸川区江戸川六丁目7番15号

交通
- 鉄道
  - 一之江駅（東京都交通局〈都営地下鉄〉新宿線）東口（A2出口・エレベーター）から徒歩21分（経路案内）。
- バス
  - 系統【新小29】または【臨海28】「一之江駅」から乗車２分「葛西駅」から乗車5分、バス停「西瑞江5丁目」下車2分。
- 道路
  - 首都高速7号小松川線一之江出入口から葛西方面に向かい5分（環7沿い）。

## 関連文献
- 「二之江村 妙勝寺」『新編武蔵風土記稿』 巻ノ28葛飾郡ノ9、内務省地理局、1884年6月。NDLJP:763979/56。
- 斎藤長秋 編「巻之七 揺光之部 第三 本覚山妙勝寺」『江戸名所図会』 四、有朋堂書店、1927年、266,268,269頁頁。NDLJP:1174161/138。